# Débrouillez-vous !
Pour plus de détails, voir Fiche technique et Distribution.
Débrouillez-vous ! (Arrangiatevi) est un film italien réalisé par Mauro Bolognini, sorti en 1959.

## Synopsis
Le film se déroule à Rome dans les années 1950. Après la Seconde Guerre mondiale, les logements manquent et deux familles sont obligées de vivre dans le même appartement. L'une vient d'Istrie, forcée de quitter la région rattachée désormais à la Yougoslavie de Tito, l'autre est celle de Peppino Armentano, une famille nombreuse. Quand les conditions s'améliorent, Peppino se met à la recherche d'un autre logement. Pino Calamari, lui offre un grand appartement à un prix dérisoire. Quand Peppino emménage avec sa famille, ils sont la risée des voisins . En effet, la maison était auparavant une « maison close » obligée de fermer à la suite d'une nouvelle loi. Cette situation est prétexte de nombreuses équivoques au point d'inciter l'épouse de Peppino à quitter l'appartement, mais finalement tout rentre dans l'ordre.

## Fiche technique
- Titre français : Débrouillez-vous ![1]
- Titre original : Arrangiatevi
- Réalisateur : Mauro Bolognini
- Sujet : Mauro Bolognini. Mario De Majo, Vinicio Gioli (tiré de la comédie Casa nova... vita nova)
- Scénario : Mauro Bolognini, Leo Benvenuti, Piero De Bernardi
- Scénographie : Mario Garbuglia
- Producteur : Rizzoli
- Photographie : Carlo Carlini
- Montage : Roberto Cinquini
- Musique : Carlo Rustichelli
- Société de production : Rizzoli Film
- Distribution :
- Pays d'origine :  Italie
- Année : 1959
- Durée : 110 min
- Image : Noir et blanc
- Audio : sonore - mono
- Genre : Comédie

## Distribution
- Totò: nonno Illuminato
- Peppino De Filippo: Peppino Armentano
- Laura Adani: Maria Armentano
- Cristina Gaioni: Maria Berta Armentano
- Cathia Caro: Bianca Armentano
- Marcello Paolini : Nicola Armentano
- Mario Valdemarin (it) : Luciano
- Franca Valeri: Marisa
- Vittorio Caprioli: Pino Calamai